# 朱鹤年
朱鹤年（1906年—1993年），男，江苏海门人，中国生理学家，曾任中国人民解放军第二军医大学教授、博士生导师。